# 史蒂夫·哈維爾
史蒂夫·史考特·哈維爾（英語：Steven Scott Harwell，1967年1月9日—2023年9月4日）是一名美國男歌手。從1994年搖滾樂隊破嘴合唱團成立到2021年退休，哈維爾一直擔任該樂隊的主唱和主音。在離開樂隊之前，他和貝斯手保羅·德·萊斯勒是樂隊僅有的兩名固定成員。哈維爾於2023年死於急性肝衰竭。

## 職業生涯
1994年，格雷格·坎普與哈維爾、凱文·科爾曼（Kevin Coleman）和保羅·德·萊斯勒組建了破嘴合唱團。哈維爾曾是F.O.S.樂隊的饒舌歌手。他們最初因1997年的歌曲〈Walkin' on the Sun〉而獲得成功。2006 年，哈維爾成為VH1真人實境節目《超現實生活》第六季的主要演員。他還出現在其他電視節目和廣播節目中，並在2001年電影《瘋狂世界》中客串演出。他最著名的歌曲是〈All Star〉。
哈維爾為2013年中韓合拍的動畫電影《波魯魯：冰雪大冒險》演唱了〈Beside Myself〉和〈Everything Just Crazy〉兩首歌曲。2016年8月27日，在伊利諾州厄巴納與破嘴合唱團的演出中，哈維爾在舞台上暈倒，被救護車送往醫院。樂隊在沒有他的情況下完成了演唱會，由萊斯勒接替主唱。
2021年10月，樂隊在紐約州伯特利的伯特利伍茲藝術中心舉行的啤酒與葡萄酒節上表演，哈威爾似乎喝醉了，他威脅觀眾，並行了一個貌似納粹禮。演出結束後，哈維爾因健康問題宣布退休。

## 個人生活
哈維爾有一個名叫普雷斯利（Presley）的兒子，2001年7月，普雷斯利在六個月大的時候死於急性淋巴細胞白血病；隨後，哈維爾以普雷斯利的名義設立了一個醫學研究基金。

### 疾病與死亡
哈維爾曾與酗酒作鬥爭。2013年，哈維爾因多年酗酒被診斷出患有心肌病和韋尼克腦病變，這兩種疾病會導致心力衰竭，影響語言和記憶等運動功能。2017年，哈維爾因心肌病入院，導致一場演出取消。哈維爾暗示，他退休是因為這些問題妨礙了他的工作能力。2023年9月3日，哈維爾的代表報告說，他因慢性肝功能衰竭晚期而接受臨終關懷，「只剩幾天可活」。隔天，哈維爾在愛達荷州博伊西的家中去世，享年56歲。樂隊經理羅伯特·海斯（Robert Hayes）在悼念時說：「史蒂夫過著百分百全速前進的生活。在燃燒殆盡之前，他在整個宇宙中燃燒著明亮的光芒。」

## 外部連結
- 史蒂夫·哈維爾在Allmusic上的頁面
- 史蒂夫·哈維爾的Discogs页面（英文）
- 史蒂夫·哈維爾在互联网电影资料库（IMDb）上的資料（英文）